# 派恩蘭 (佛羅里達州)
派恩蘭（英語：Pineland）是位於美國佛羅里達州李縣的一個人口普查指定地區。

## 地理
派恩蘭的座標為26°39′51″N 82°08′46″W / 26.66417°N 82.14611°W，而該地最高點為海拔高度0.3米（即1英尺）。

## 人口
根據2010年美國人口普查的數據，派恩蘭的面積為2.40平方千米，當中陸地面積為2.40平方千米，而水域面積為0.00平方千米。當地共有人口444人，而人口密度為每平方千米185人。